# 软骨膜
软骨膜（Perichondrium）是一层包裹软骨外侧的致密结缔组织。软骨膜分为两层：软骨膜外层中含有成纤维细胞以及胶原纤维、弹性纤维，内层含有未成熟的软骨细胞（成软骨细胞）。透明软骨（不包括关节软骨）与弹性软骨外侧都有软骨膜结构，但纤维软骨外侧没有软骨膜结构。这是因为纤维软骨一般是位于透明软骨与致密结缔组织之间的增殖层。